# نايجل دودز
نايجل دودز (بالإنجليزية: Nigel Dodds) هو سياسي بريطاني، ولد في 20 أغسطس 1958 في ديري في أيرلندا الشمالية. حزبياً، نشط في الحزب الديمقراطي الاتحادي.

## مناصب
- في انتخابات الجمعية التشريعية لأيرلندا الشمالية، 1998 [الإنجليزية]‏، انتخب عضو الجمعية التشريعية الأولى لأيرلندا الشمالية عن دائرة Belfast North (Assembly constituency) [الإنجليزية]‏ وقد انضم خلال فترته النيابية ‏ (25 يونيو 1998 – 28 أبريل 2003)  للكتلة البرلمانية الحزب الديمقراطي الاتحادي.
- في انتخابات الجمعية التشريعية لأيرلندا الشمالية، 2003 [الإنجليزية]‏، انتخب عضو الجمعية التشريعية الثانية لأيرلندا الشمالية عن دائرة Belfast North (Assembly constituency) [الإنجليزية]‏ وقد انضم خلال فترته النيابية ‏ (26 نوفمبر 2003 – 30 يناير 2007)  للكتلة البرلمانية الحزب الديمقراطي الاتحادي.
- في انتخابات الجمعية التشريعية لأيرلندا الشمالية، 2007 [الإنجليزية]‏، انتخب عضو الجمعية التشريعية الثالثة لأيرلندا الشمالية عن دائرة Belfast North (Assembly constituency) [الإنجليزية]‏ وقد انضم خلال فترته النيابية ‏ (9 مارس 2007 – 10 سبتمبر 2010)  للكتلة البرلمانية الحزب الديمقراطي الاتحادي.
- في الانتخابات العامة في المملكة المتحدة 2001، انتخب عضو برلمان المملكة المتحدة الـ53 عن دائرة بلفاست الشمالية وقد انضم خلال فترته النيابية ‏ (7 يونيو 2001 – 11 أبريل 2005)  للكتلة البرلمانية الحزب الديمقراطي الاتحادي.
- في الانتخابات العامة في المملكة المتحدة 2005، انتخب عضو برلمان المملكة المتحدة الـ54 عن دائرة بلفاست الشمالية وقد انضم خلال فترته النيابية ‏ (5 مايو 2005 – 12 أبريل 2010)  للكتلة البرلمانية الحزب الديمقراطي الاتحادي.
- في انتخابات المملكة المتحدة لعام 2010، انتخب عضو برلمان المملكة المتحدة الـ55 عن دائرة بلفاست الشمالية وقد انضم خلال فترته النيابية ‏ (6 مايو 2010 – 30 مارس 2015)  للكتلة البرلمانية الحزب الديمقراطي الاتحادي.
- في الانتخابات العامة في المملكة المتحدة 2015، انتخب عضو برلمان المملكة المتحدة الـ56 عن دائرة بلفاست الشمالية وقد انضم خلال فترته النيابية ‏ (8 مايو 2015 – 3 مايو 2017)  للكتلة البرلمانية الحزب الديمقراطي الاتحادي.
- في الانتخابات التشريعية البريطانية 2017، انتخب عضو برلمان المملكة المتحدة الـ57 عن دائرة بلفاست الشمالية وقد انضم خلال فترته النيابية ‏ (8 يونيو 2017 – )  للكتلة البرلمانية الحزب الديمقراطي الاتحادي.
- انتخب عضو مجلس الشورى البريطاني.
- انتخب Minister for Social Development ‏ (2 ديسمبر 1999 – ).
- انتخب Minister for Social Development ‏.
- انتخب Minister for Social Development ‏ (24 أكتوبر 2001 – 14 أكتوبر 2002).
- انتخب Minister of Enterprise, Trade and Investment ‏ (8 مايو 2007 – 9 يونيو 2008).
- انتخب Minister of Finance (Northern Ireland) [الإنجليزية]‏ (9 يونيو 2008 – 1 يوليو 2009).

## وصلات خارجية
- الموقع الرسمي